# Кофола
Кофола (чеськ. Kofola) — безалкогольний газований напій, що почали виготовляти у 1960 році в Чехословаччині. Є головним конкурентом Кока-Коли та Пепсі в Чехії та Словаччині. 
Компанія Kofola є одним із лідерів на ринку безалкогольних напоїв Центральної та Східної Європи. Група діє в Чехії, Словаччині, Польщі, Словенії, Угорщині, Хорватії, Росії та Австрії.
Головною складовою напою є сироп кофо, що складається з 14 трав'яних та фруктових складників, води, цукру і/або фруктозного сиропу, кофеїну та карамелі. Порівняно з Пепсі чи Кока-Колою, містить на 30% менше цукру, на ~56% більше кофеїну (15 мг/100 мл, Coca-Cola 9,6 мг/100 мл) і не містить фосфатів.

## Історія
Кофола з'явилася в 1959 році в рамках державної програми з використання надлишків кофеїну, що виникав у процесі обсмаження кавових зерен. Отриманий у результаті дослідження темний солодко-кислий сироп Кофо ліг в основу нового безалкогольного напою, який назвали Кофола і випустили на ринок у 1960 році. Протягом 1960-их і 1970-их Кофола стала дуже популярною в комуністичній Чехословаччині як аналог західних напоїв на зразок Кока-Коли чи Пепсі (вони стали доступними з 1968 та 1974 відповідно, але були дорогими і вважалися елітними). Навіть сьогодні Кофола лишається популярною, оскільки її можна набирати просто з бочки, як пиво. Для цього її розливають у 50-літрові бочки. 
У 1998 році крім класичних скляних пляшок об'ємом 0,33 л з'явилися пластикові півлітрові та дволітрові пляшки, у 2003 — 0,25-літрові металеві бляшанки, а в грудні 2004 — ще й літрові пластикові. 
До 2000 року на логотипі було кавове зерно, тепер там зображено кавову квітку.

## Склад
До складу сиропу входять яблука та смородина, а також додаткові сиропи з вишні та малини. Сироп готують раз на весь сезон виробництва, тому рік у рік смак може змінюватися, залежно від погоди в конкретний сезон і від рівня стиглості плодів. 
Також до сиропу входять цукор, карамель, коріандр, кориця, екстракт локриці та аромат апельсинового дерева.